# 2020年東京オリンピックの自転車競技
2020年東京オリンピックの自転車競技（2020ねんとうきょうオリンピックのじてんしゃきょうぎ）は国際自転車競技連合（UCI）が管轄し、2021年7月24日から8月8日まで開催されたオリンピックの自転車競技である。競技は前回から4種目増加（男子マディソンは3大会ぶり、女子マディソンと男女BMX フリースタイルは初実施）し、全22種目実施された。

## 概要

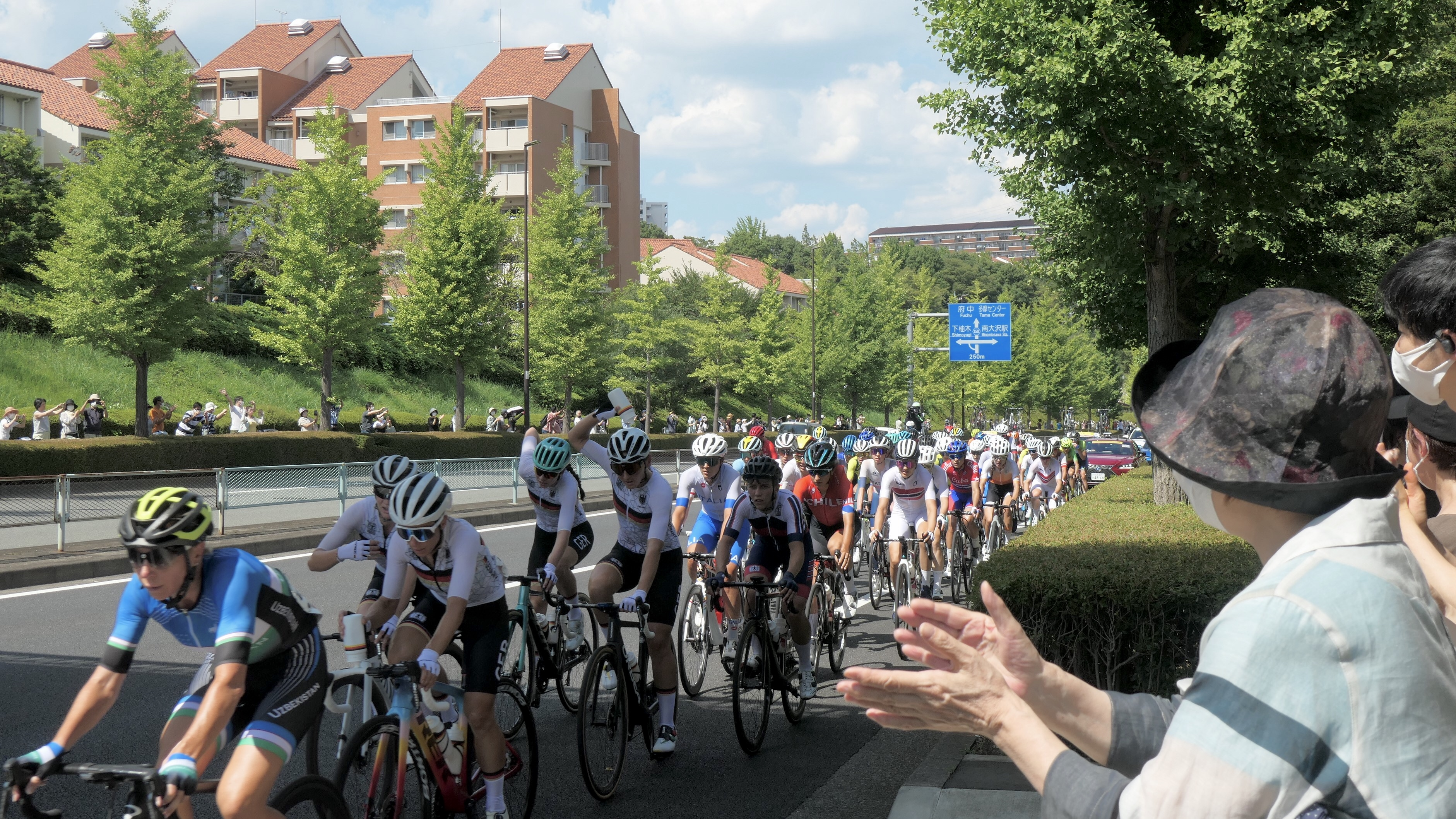
ロードレースで多摩ニュータウンを通過する選手たち

競技はトラック種目は静岡県伊豆市の伊豆ベロドローム（1周250メートル）、マウンテンバイク種目は同じく伊豆市の日本サイクルスポーツセンターで実施される。
ロード種目のうちロードレースは東京都調布市の武蔵野の森公園からスタートし、馬場大門のケヤキ並木や大國魂神社境内を通過するパレードランを経て是政橋をオフィシャルスタートとし、多摩ニュータウンを経由して神奈川県相模原市に入り、国道413号（道志みち）を縦走して山梨県へ向かい（男子のみ途中で山中湖の周回コースを経由）、国道138号・国道469号などを経由して男女ともに静岡県の富士スピードウェイにフィニッシュするコースで行われる。
道中に山伏トンネルや籠坂峠といった峠越えを挟み、さらに男子は富士山麓須走口や明神峠・三国峠を越えるルートとなっており、男子は距離は約244km、獲得標高は約4865m、女子は距離は約147km、獲得標高は約2692mの難コースとなっている。同じくタイムトライアルは、富士スピードウェイ発着の周回コースで行われる。
なお、新型コロナ感染拡大による緊急事態宣言が行われていない静岡県内で行われるロードレース及びタイムトライアル、トラック、マウンテンバイク競技は、東京都が緊急事態宣言下にあり今回のオリンピックの殆どの競技が無観客で行われた中、数少ない有観客で行われた。ただしBMX種目は、東京都内の有明アーバンスポーツパークで実施されたために無観客で開催された。

## 出場選手

### トラックレース

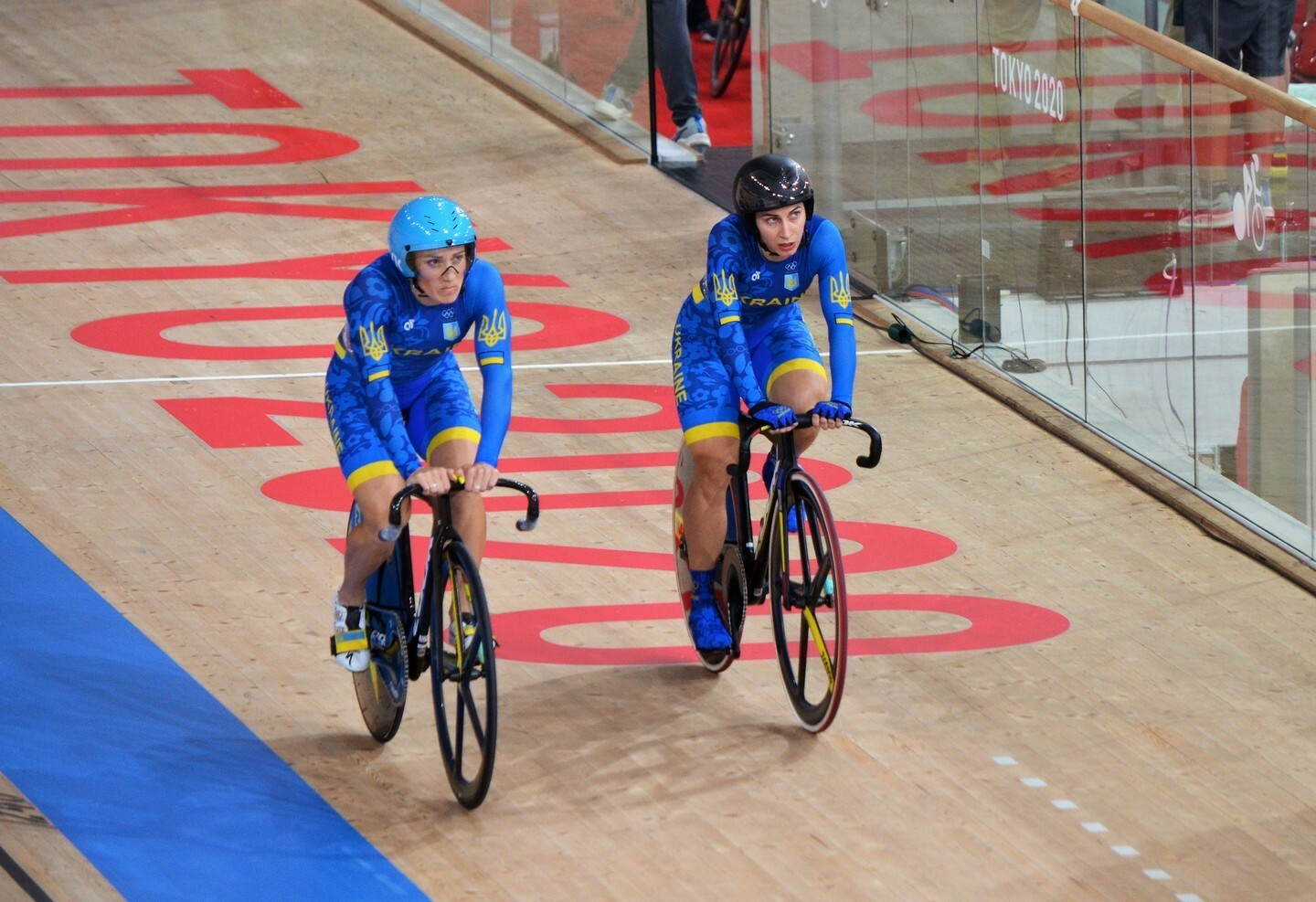
トラックレース

UCIが定める種目ごとの2020年3月2日時点のオリンピックランキング（過去2シーズンの世界選手権、ワールドカップ、大陸選手権の成績による）を基にNOCに出場枠（男子：98名、女子：91名）が与えられる。また、特定の種目で出場枠を得た国は、別の特定の種目に選手を出場させることができる。なお、スプリントとオムニアムの出場枠の割り当てにおいては、各大陸から最低1カ国が当該種目に出場できるように考慮される。
開催国枠は設定されていないが、日本はオリンピックランキングにより、男子スプリント、男子ケイリン、男子オムニアム、女子ケイリンで1名ずつ、女子マディソンで2名（1チーム）の計6名分の出場枠を獲得した。2020年6月4日、JKAは日本代表内定選手として、以下の6名を発表した（カッコ内は出場予定種目）。新田祐大、脇本雄太（いずれも男子スプリント、男子ケイリン）、小林優香（女子スプリント、女子ケイリン）、橋本英也（男子オムニアム）、梶原悠未（女子マディソン、女子オムニアム）、中村妃智（女子マディソン）。
- チームスプリント（TSP）（男女8チームずつ）…ランキング上位8カ国に出場枠（男子：3名、女子：2名）が与えられる。
- スプリント（男女30名ずつ）…TSPで出場枠を得た国を除くランキング上位7カ国に出場枠（男女とも1名）が与えられる。なお、TSPの出場国（8カ国）からは2名、ケイリンで出場枠を得た国（7カ国）からは1名が出場できる。
- ケイリン（男女30名ずつ）…TSPで出場枠を得た国を除くランキング上位7カ国に出場枠（男女とも1名）が与えられる。なお、TSPの出場国（8カ国）からは2名、スプリントで出場枠を得た国（7カ国）からは1名が出場できる。
- チームパシュート（男女8チームずつ）…ランキング上位8カ国に出場枠（男女とも4名）が与えられる。
- マディソン（男女16チームずつ）…チームパシュートで出場枠を得た国を除くランキング上位8カ国に出場枠（男女とも2名（1チーム））が与えられる。なお、チームパシュートの出場国（8カ国）からは2名（1チーム）が出場できる。
- オムニアム（男子：20名、女子：21名）…マディソンで出場枠を得た国を除くランキング上位12カ国（男子）、又は13カ国（女子）に出場枠（男女とも1名）が与えられる。なお、マディソンで出場枠を得た国（8カ国）からは1名ずつ出場できる。

### マウンテンバイク
UCIが定めるオリンピックランキング（最大3名分のUCI個人ランキングにより算出）と2019年大陸選手権（アフリカ、アメリカ、アジア）、2019年世界選手権（カナダ・モンサンタンヌ）の成績を基にNOCに出場枠（男女37名ずつ）が与えられる。
それとは別に開催国枠として日本に男女1名ずつの出場枠が与えられており、2020年6月3日、日本自転車競技連盟は山本幸平と今井美穂を代表に選出した。
- クロスカントリー（XC）（男女38名ずつ）…オリンピックランキングで1位と2位の国には3名、3位～7位の国には2名、8位～21位の国には1名の出場枠（計30名）が与えられる。次にその他の国を対象として大陸選手権（アフリカ、アメリカ、アジア）の上位1カ国に1名ずつ出場枠（計3名）が与えられる。更にランキング、大陸選手権のいずれでも出場枠を得ていない国を対象として世界選手権（エリート、U23）のそれぞれ上位2カ国（同じ国がエリートとU23の両方の出場枠を得ることはできない）に1名ずつ出場枠（計4名）が与えられる。

### ロードレース
2019年10月22日時点のUCI世界ランキング（英語版）（国別・個人）と2019年大陸選手権（アフリカ、アメリカ、アジア）、2019年世界選手権（イギリス・ハロゲイト）の成績を基にNOCに出場枠（男子：128名、女子：65名）が与えられる。
それとは別に開催国枠として日本に男女2名ずつの出場枠（個人ロードレースのみ）が与えられていたが、世界ランキングにより男女1名ずつの出場枠を獲得したため、開催国枠のうち男女1名ずつは不使用となり、世界ランキングにより割り当てられることとなった。また、日本からは女子個人タイムトライアルにおいて、UCI国別ランキングのアジア最上位国として1人の選手（個人ロードレースに出場する選手のいずれか）を出場させることができる。2020年11月4日、日本自転車競技連盟は新城幸也、増田成幸、與那嶺恵理、金子広美の代表選出と、與那嶺が女子個人タイムトライアルにも出場することを発表した。
- 個人ロードレース（男子：130名、女子：67名）…UCI国別ランキングにより、下表の通り、NOCに出場枠が与えられる。ただし、国別ランキングにより出場枠を得ていない国の選手が、UCI個人ランキングの上位200名（男子）、又は100名（女子）にランクインしている場合、当該国に1名の出場枠が与えられる。その代わりに複数の出場枠を得ている国の出場枠が、国別ランキング下位から順に1つずつ削減される。更に世界ランキングにより出場枠を得ていない国を対象として、大陸選手権（アフリカ、アメリカ、アジア）の上位2カ国（男子）、又は1カ国（女子）に出場枠（男女とも1名）が与えられる。

| 出場枠 | 男子       | 女子       |
| ------ | ---------- | ---------- |
| 5名    | 1位～6位   |            |
| 4名    | 7位～13位  | 1位～5位   |
| 3名    | 14位～21位 | 6位～13位  |
| 2名    | 22位～32位 | 14位～22位 |
| 1名    | 33位～50位 |            |
| 計     | 122名      | 62名       |

- 個人タイムトライアル（ITT）（男子：41名、女子：26名）…ITTにおいては出場枠が割り当てられないため、個人ロードレースの出場選手のみがITTにも出場できる。UCI国別ランキングの上位30カ国（男子）、又は15カ国（女子）と世界選手権の上位10カ国はそれぞれ1名ずつ（1カ国につき男女とも最大2名）を出場させることができる。なお、各大陸からの出場選手が最低数（男子：2名、女子：1名）に満たない場合は、その大陸の国別ランキング上位国から出場させることができるが、その代わりに他の大陸の国からの出場選手数が国別ランキング下位から順に削減される。また、難民選手団から男女1名ずつが出場することとなった[21]。

### BMX

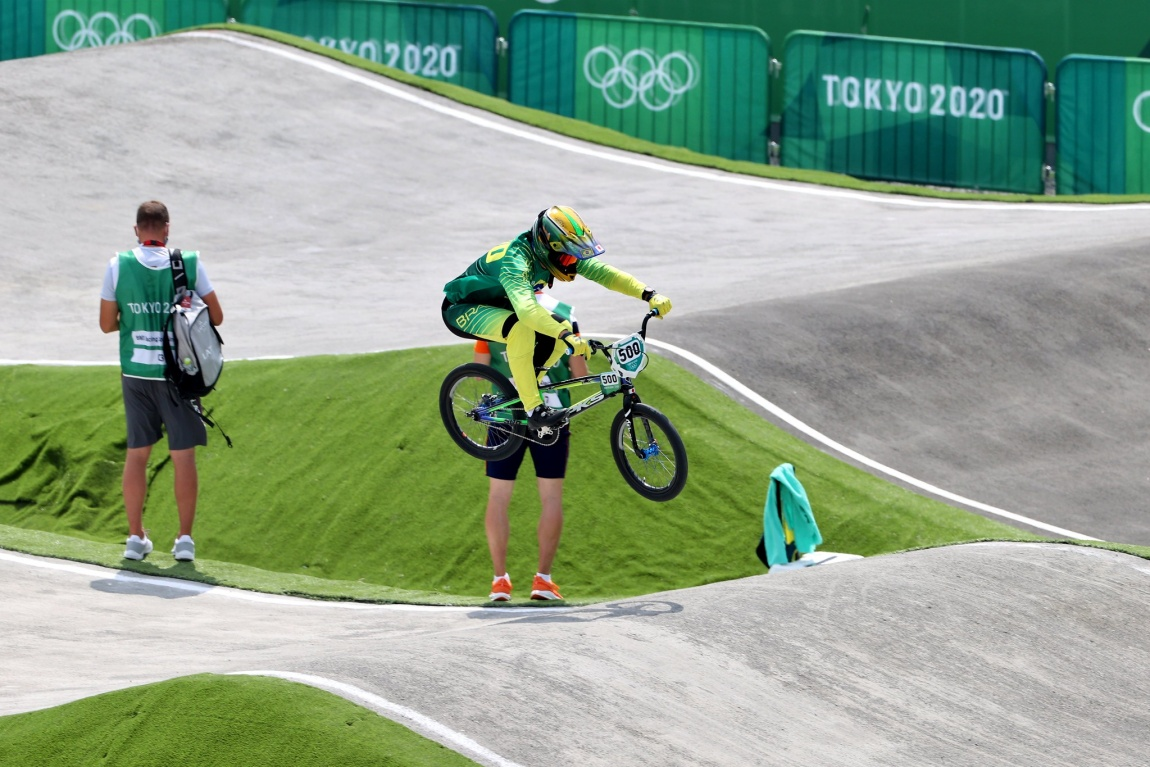
BMX

フリースタイルは、UCIが定めるオリンピックランキング（世界選手権（英語版）等の2名分の個人成績により算出）と2019年世界選手権（中国・成都市）の成績を基にNOCに出場枠（男女とも8名ずつ）が与えられる。レーシングはUCIが定めるオリンピックランキング（世界選手権等の3名分の個人成績により算出）とUCI個人ランキング、2021年世界選手権の成績を基にNOCに出場枠（男女とも23名ずつ）が与えられる。日本に与えられる開催国枠はフリースタイル、レーシングともに男女1名ずつである。2020年6月9日、日本自転車競技連盟は長迫吉拓、畠山紗英（レーシング）、中村輪夢、大池水杜（フリースタイル）の代表選出を発表した。
- フリースタイル（男女9名ずつ）…オリンピックランキング1位の国には2名、2位～5位の国には1名の出場枠が与えられる。次にその他の国を対象として世界選手権の上位2カ国に1名ずつ出場枠が与えられる。
- レーシング（男女24名ずつ）…オリンピックランキング1位と2位の国には3名、3位～5位の国には2名、6位～11位の国には1名の出場枠が与えられる。次にその他の国の選手を対象としてUCI個人ランキングの上位3名の選手が属する国に1名ずつの出場枠が与えられる。更にいずれの出場枠も得ていない国を対象として世界選手権の上位2カ国に1名ずつ出場枠が与えられる。

## 競技日程
| H | 予選 | QF | 準々決勝 | SF | 準決勝 | F | 決勝 |

| 種目/日付             | 8/2 | 8/2 | 8/2 | 8/3 | 8/3 | 8/3 | 8/4 | 8/5 | 8/5 | 8/5 | 8/5 | 8/6 | 8/6 | 8/7 | 8/7 | 8/8 | 8/8 | 8/8 | 8/8 |
| --------------------- | --- | --- | --- | --- | --- | --- | --- | --- | --- | --- | --- | --- | --- | --- | --- | --- | --- | --- | --- |
| 男子 チームスプリント |     |     |     | H   | SF  | F   |     |     |     |     |     |     |     |     |     |     |     |     |     |
| 男子 スプリント       |     |     |     |     |     |     | H   | H   | QF  | QF  | QF  | SF  | F   |     |     |     |     |     |     |
| 男子 ケイリン         |     |     |     |     |     |     |     |     |     |     |     |     |     | H   | H   | QF  | SF  | F   | F   |
| 男子 チームパシュート | H   | H   | H   | SF  | SF  | SF  | F   |     |     |     |     |     |     |     |     |     |     |     |     |
| 男子 マディソン       |     |     |     |     |     |     |     |     |     |     |     |     |     | F   | F   |     |     |     |     |
| 男子 オムニアム       |     |     |     |     |     |     |     | SR  | TR  | ER  | PR  |     |     |     |     |     |     |     |     |
| 女子 チームスプリント | H   | SF  | F   |     |     |     |     |     |     |     |     |     |     |     |     |     |     |     |     |
| 女子 スプリント       |     |     |     |     |     |     |     |     |     |     |     | H   | H   | H   | QF  | SF  | SF  | F   | F   |
| 女子 ケイリン         |     |     |     |     |     |     | H   | QF  | SF  | F   | F   |     |     |     |     |     |     |     |     |
| 女子 チームパシュート | H   | H   | H   | SF  | F   | F   |     |     |     |     |     |     |     |     |     |     |     |     |     |
| 女子 マディソン       |     |     |     |     |     |     |     |     |     |     |     | F   | F   |     |     |     |     |     |     |
| 女子 オムニアム       |     |     |     |     |     |     |     |     |     |     |     |     |     |     |     | SR  | TR  | ER  | PR  |

| 種目/日付             | 7/24 | 7/25 | 7/26 | 7/27 | 7/28 | 7/29 | 7/30 | 7/30 | 7/31 | 8/1 |
| --------------------- | ---- | ---- | ---- | ---- | ---- | ---- | ---- | ---- | ---- | --- |
| マウンテンバイク      |      |      |      |      |      |      |      |      |      |     |
| 男子 クロスカントリー |      |      | F    |      |      |      |      |      |      |     |
| 女子 クロスカントリー |      |      |      | F    |      |      |      |      |      |     |
| ロードレース          |      |      |      |      |      |      |      |      |      |     |
| 男子 ロードレース     | F    |      |      |      |      |      |      |      |      |     |
| 男子 タイムトライアル |      |      |      |      | F    |      |      |      |      |     |
| 女子 ロードレース     |      | F    |      |      |      |      |      |      |      |     |
| 女子 タイムトライアル |      |      |      |      | F    |      |      |      |      |     |
| BMX フリースタイル    |      |      |      |      |      |      |      |      |      |     |
| 男子                  |      |      |      |      |      |      |      |      | H    | F   |
| 女子                  |      |      |      |      |      |      |      |      | H    | F   |
| BMX レーシング        |      |      |      |      |      |      |      |      |      |     |
| 男子                  |      |      |      |      |      | QF   | SF   | F    |      |     |
| 女子                  |      |      |      |      |      | QF   | SF   | F    |      |     |

## 競技概要

### トラックレース
団体種目に出場した交代要員の選手を含め男子102名、女子91名の選手が出場した。
チームスプリント
男子が1チーム3名、女子が1チーム2名で行う。2チームがトラックの手前側と奥側から同時にスタートする。1周ごとに、それまで先頭を走って風よけとなっていた選手がコースから外れ、最後に残った選手がフィニッシュラインに達したタイムが記録となる。予選の結果により準決勝の組み合わせが決定される。準決勝の勝者のうち、タイム上位2チームが決勝戦へ、下位2チームが3位決定戦に進出する。交代要員の選手を含めて男子26名、女子16名の選手が出場した。
スプリント
3周回し着順を競う。まず、予選としてタイムトライアル（フライングスタート200メートル）を行い上位24名が本戦に進出する。本戦はトーナメント形式（1回戦～3回戦は敗者復活戦で勝利した場合も次ラウンドに進出できる）となり、決勝と3位決定戦のみ2本先取で行われる。男子は予定通り30名が出場したが、女子はケイリンで負傷したオランダの選手が棄権したため、29名が出場した。
ケイリン
6周回で競われるが、3周目までは先頭誘導員が選手たちへの風よけをする。規定の着順に入った選手が次ラウンドに進出するが、1回戦だけは敗れても、敗者復活戦を勝ち抜けば準々決勝に進出することができる。準決勝の勝者6名（2レース×上位3名）が決勝A、敗者は決勝Bに出場し、最終順位を決定する。男子は予定通り30名が出場したが、女子は2名分の出場枠を持つニュージーランドからの出場が1名のみであったため、29名が出場した。
チームパシュート
1チーム4名で行う。2チームがトラックの手前側と奥側から同時にスタートする。相手を追い抜くか、先に16周回を走り終えた（チーム3番めの選手で判定）チームが勝利する。予選は1チームずつ行い、タイム順により準決勝の組み合わせ（6位対7位、5位対8位、2位対3位、1位対4位）が決まる。2位対3位、1位対4位の対戦で勝利したチームが決勝に進出する。その他の6チームはタイム順によりそれぞれ3位決定戦、5位決定戦、7位決定戦に出場する。交代要員の選手を含めて男子37名、女子38名の選手が出場した。
マディソン
2名1組のペアで、レース中に選手が交代しながら男子は50km（200周）、女子は30km（120周）を走って競う。全チームが同時にレースを行い、獲得したポイント数を競う。合計ポイントが並んだ場合は、最終的な着順で順位を決定する。ポイントは10周ごとに1位から4位までのチームに与えられるほか、メインの集団を周回遅れにすることでも得ることができる。男子は予定通り16チームが出場したが、女子はカナダが出場資格を得ていたが出場しなかったため、15チームが出場した。
オムニアム
前回の6種目から4種目に変更され、競技日程も1日に短縮された。第1種目・スクラッチ（男子：10km、女子：7.5km）、第2種目・テンポレース（男子：10km、女子：7.5km）、第3種目・エリミネーション、第4種目・ポイントレース（男子：25km（100周）、女子：20km（80周））の4種目を実施する。スクラッチは最終的な着順がそのまま成績となる。テンポレースは5周目以降の各周回の1位にのみ1ポイント、メインの集団を周回遅れにすると20ポイントが与えられる。ポイントにより順位をつけるが、ポイントが並んだ場合は最終的な着順が優先される。エリミネーションは2周ごとに最下位の選手が脱落し、最後の1人になるまでレースが続けられる。
エリミネーションまでの3種目では種目ごとの成績により1位から順に40点、38点、36点…と得点が与えられる。最終種目のポイントレースでは10周ごとに1位から4位までに得点が与えられるほか、メインの集団を周回遅れにしても得点が与えられる（周回遅れにされると減点される）。それらの得点を第3種目までに獲得した得点に加算した合計得点により最終順位をつける。男子は20名、女子は21名の選手が出場した。

### マウンテンバイク
急勾配のアップダウンを含む高低差150mのオフロードコース（1周約4km）を男子は7周、女子は5周する。トップの選手から規定のタイム差がついた選手はレースから除外される。男女ともに38名の選手が出場した。

### ロードレース
ロードレース（男子）
男子種目には130名の選手が出場予定であったが、大会直前にコロンビアの選手が新型コロナウィルス検査で陽性となったため出場を取りやめたほか、オーストラリアの選手がタイムトライアルに集中するためロードレースへの出場を取りやめた。更にドイツとチェコの選手が競技の直前に行われた検査で陽性となり棄権したため、競技には126名が出場した。
レースはオフィシャルスタート後にニコラス・ドラミニ（南アフリカ）・ミハエル・ククルレ（チェコ）・ユライ・サガン（スロバキア）・ポリフロニス・ゾルザキス（ギリシャ）・エドゥアルド・グロス（ルーマニア）・オールイス・アウラール（ベネズエラ）・ポール・ダウモント（ブルキナファソ）・エルチン・アサドフ（アゼルバイジャン）・王瑞東（中国）の8名が逃げの集団を形成し、これを15分以上遅れてメイン集団が追走するという展開を見せる。しかし最初の上りまでに逃げの集団はアウラル、ドラミニ、ツォルザキス、ククレレ、サガンの5人に絞られ、またメイン集団の中からも追走を試みる者が現れた結果、最初の富士スピードウェイ到着時には逃げ集団とメイン集団の差は4分ほどに縮まり、2回目にはメイン集団に吸収される。
そして最大の勝負所となる三国峠で直前のツール・ド・フランスを制したタデイ・ポガチャル（スロベニア）が仕掛け、これをブランドン・マクナルティ（アメリカ）とマイケル・ウッズ（カナダ）が追い、さらにはリゴベルト・ウラン（コロンビア）、ミハウ・クフャトコフスキ（ポーランド）、ワウト・ファン・アールト（ベルギー）、バウク・モレマ（オランダ）、ダヴィド・ゴデュ（フランス）、アダム・イェーツ（イギリス）らが追走。最終的に三国峠を越えた時点で13人の先頭集団が形成される。そして籠坂峠へ上る直前のラスト25kmでマクナルティとリチャル・カラパス（エクアドル）がアタックを仕掛けて11人を置き去りにし、さらにラスト5.9kmでカラパスが更なるアタックを試みてマクナルティを交わし、そのままカラパスが独走でゴールし金メダルを獲得。銀メダル争いはマクナルティを吸収した8人の争いとなったが、ファン・アールトとポガチャルがフィニッシュラインを争う結果になり、ファン・アールトが銀メダル、ポガチャルが銅メダルとなった。
ロードレース（女子）
女子種目も大会直前に出場辞退があったが、代わりの選手に出場権が与えられたため、予定通り67名の選手が競技に出場した。
レースはスタート直後にアナ・キーゼンホファー（オーストリア）が単独で飛び出し、これをアンナ・プリフタ（ポーランド）とオメル・シャピーラ（イスラエル）ら4名の選手が追走（途中で2名が脱落）、これに10分以上遅れて優勝候補と目されたオランダの選手団を含むメイン集団が追う展開となる。オランダはメイン集団の中で牽制して中々前に出ず、一方で逃げ集団の3名が淡々と逃げる展開となる。残り40kmの時点でプリフタとシャピーラがキーゼンホファーから後れを取り始め、残り5kmの時点でメイン集団がプリフタとシャピーラを捉えるも、この時点でメイン集団が先頭集団になったと勘違いしてしまい（自転車ロードレースで一般的に用いられている無線通信が使われなかったためにオランダのスタッフがキーゼンホファーの存在を見失ったとされている）、キーゼンホファーを追走することなくメイン集団の中でのアタック合戦に終始する。かくして、キーゼンホファーはメイン集団を尻目にフィニッシュラインを独走で駆け抜け、自転車ロードレースでは希な「スタートからフィニッシュまでの（単独での）大逃げ」という番狂わせを成し遂げて金メダルを獲得した。メイン集団から最後に抜け出したのはオランダのアネミック・ファン・フルーテンで、優勝を確信したかのようにガッツポーズでフィニッシュしたが、その1分15秒前にキーゼンホファーがゴールしていたことを知り落胆した。
タイムトライアル
富士スピードウェイ付近の約21kmのコースを男子は2周、女子は1周する。1名ずつ90秒ずつ時間を空けてスタートするが、男子のみ13名ずつ3つのグループに分けられており、グループの間は38分ずつ空けられる。
男子はでは41名、女子では26名の出場枠が設定されていたが出場辞退などにより男子39名、女子25名の選手が競技に出場した。

### BMX フリースタイル
5名の審査員が0.00～99.99の間で採点し平均点がポイントとなる。決勝の滑走順を決定するラウンド（シーディング）では、選手は1ラウンド60秒を2ラウンド実施し、両方のラウンドのポイントの平均がスコアとなる。決勝の滑走順はスコアが低い順となるため、シーディングで高得点を出すと決勝で自分より前に演技する選手の採点傾向や演技構成を参考にして技を選択できるメリットがある。決勝では60秒の滑走を2回行い、2回のうちのベストスコアで順位が決まる。男女ともに9名の選手が出場した。

### BMX レーシング
大きな起伏や傾斜のついたコーナー（バーム）を含む約400ｍのコースで行われる。準々決勝は6名×4組に分かれて3レースずつ行い、各レースの順位の合計が少ない順に各組上位4名が準決勝に進出する。準決勝は8名×2組に分かれて3レースずつ行い、準々決勝と同様に各組上位4名が決勝に進出する。決勝は8名による1レース勝負で最終順位を決定する。男女ともに24名の選手が出場した。

## 競技結果

### トラックレース
| 種目                  | 金 | 金                                  | 銀 | 銀                                      | 銅 | 銅                                |
| --------------------- | --- | ----------------------------------- | --- | --------------------------------------- | --- | --------------------------------- |
| 男子 チームスプリント | オランダ (NED) イェフレイ・ホーフラント ハリー・ラフレイセン ロイ・ファン・デン・ベルク マッテイス・ブフリ | 41.369 OR                           | イギリス (GBR) ジャック・カーリン ジェイソン・ケニー ライアン・オーウェンズ                                | 44.589                                  | フランス (FRA) フロリアン・グランボ ラヤン・エラル セバスチャン・ビジエ                                                       | 42.331                            |
| 男子 スプリント       | ハリー・ラフレイセン オランダ (NED)                                                                        | ハリー・ラフレイセン オランダ (NED) | イェフレイ・ホーフラント オランダ (NED)                                                                    | イェフレイ・ホーフラント オランダ (NED) | ジャック・カーリン イギリス (GBR)                                                                                             | ジャック・カーリン イギリス (GBR) |
| 男子 ケイリン         | ジェイソン・ケニー イギリス (GBR)                                                                          | 勝者                                | アジズルハスニ・アワン マレーシア (MAS)                                                                    | +0.763                                  | ハリー・ラフレイセン オランダ (NED)                                                                                           | +0.773                            |
| 男子 チームパシュート | イタリア (ITA) シモーネ・コンソンニ フィリッポ・ガンナ フランチェスコ・ラモン ヨナタン・ミラン             | 3:42.032 WR                         | デンマーク (DEN) ラッセ・ノーマン・ハンセン ニクラス・ラーセン フレデリック・マドセン ラスムス・ペデルセン | 3:42.203                                | オーストラリア (AUS) リー・ハワード ケランド・オブライエン ルーカス・プラップ サム・ウェルズフォード アレクサンダー・ポーター | 勝者                              |
| 男子 マディソン       | デンマーク (DEN) ラッセ・ノーマン・ハンセン ミカエル・メルケフ                                             | 43                                  | イギリス (GBR) イーサン・ヘイター マシュー・ウォールズ                                                     | 40                                      | フランス (FRA) ドナバン・グロンダン バンジャマン・トマ                                                                        | 40                                |
| 男子 オムニアム       | マシュー・ウォールズ イギリス (GBR)                                                                        | 153                                 | キャンベル・スチュアート ニュージーランド (NZL)                                                            | 129                                     | エリア・ヴィヴィアーニ イタリア (ITA)                                                                                         | 124                               |
| 女子 チームスプリント | 中国 (CHN) 鮑珊菊 鍾天使                                                                                   | 31.895                              | ドイツ (GER) レア・ゾフィー・フリードリヒ エマ・ヒンツェ                                                   | 31.980                                  | ROC (ROC) ダリア・シメレワ アナスタシア・ボイノワ                                                                             | 32.252                            |
| 女子 スプリント       | ケルシー・ミッチェル カナダ (CAN)                                                                          | ケルシー・ミッチェル カナダ (CAN)   | オレーナ・スタリコワ ウクライナ (UKR)                                                                      | オレーナ・スタリコワ ウクライナ (UKR)   | 李慧詩 香港 (HKG) | 李慧詩 香港 (HKG)                 |
| 女子 ケイリン         | シャネ・ブラスペニンクス オランダ (NED)                                                                    | 勝者                                | エレッセ・アンドリューズ ニュージーランド (NZL)                                                            | +0.061                                  | ロリアーヌ・ジュネ カナダ (CAN)                                                                                               | +0.148                            |
| 女子 チームパシュート | ドイツ (GER) フランツィスカ・ブラウセ リザ・ブレナウアー リザ・クライン ミーケ・クレーガー                 | 4:04.242 WR                         | イギリス (GBR) ケイティ・アーチボルド ニーア・エバンズ ローラ・ケニー ジョシー・ナイト エリノー・バーカー  | 4:10.607                                | アメリカ合衆国 (USA) クロエ・ダイジャート メーガン・ジャストラブ ジェニファー・バレンテ エマ・ホワイト リリー・ウィリアムズ   | 4:08.040                          |
| 女子 マディソン       | イギリス (GBR) ケイティ・アーチボルド ローラ・ケニー                                                       | 78                                  | デンマーク (DEN) アマリー・ディデリクセン ユリー・レト                                                     | 35                                      | ROC (ROC) グルナス・ハトゥンツェワ マリア・ノボロトスカヤ                                                                     | 26                                |
| 女子 オムニアム       | ジェニファー・バレンテ アメリカ合衆国 (USA)                                                                | 124                                 | 梶原悠未 日本 (JPN)                                                                                        | 110                                     | キルステン・ウィルト オランダ (NED)                                                                                           | 108                               |

### マウンテンバイク
| 種目                  | 金                                  | 金      | 銀                                      | 銀      | 銅                                    | 銅      |
| --------------------- | ----------------------------------- | ------- | --------------------------------------- | ------- | ------------------------------------- | ------- |
| 男子 クロスカントリー | トーマス・ピドコック イギリス (GBR) | 1:25:14 | マティアス・フリューキガー スイス (SUI) | 1:25:34 | ダビド・バレロ・セラノ スペイン (ESP) | 1:25:48 |
| 女子 クロスカントリー | ヨランダ・ネフ スイス (SUI)         | 1:15:46 | ジナ・フライ スイス (SUI)               | 1:16:57 | リンダ・インデルガント スイス (SUI)   | 1:17:05 |

### ロードレース
| 種目                  | 金                                            | 金       | 銀                                            | 銀       | 銅                                              | 銅       |
| --------------------- | --------------------------------------------- | -------- | --------------------------------------------- | -------- | ----------------------------------------------- | -------- |
| 男子 ロードレース     | リチャル・カラパス エクアドル (ECU)           | 6:05:26  | ワウト・ファン・アールト ベルギー (BEL)       | 6:06:33  | タデイ・ポガチャル スロベニア (SLO)             | 6:06:33  |
| 男子 タイムトライアル | プリモシュ・ログリッチ スロベニア (SLO)       | 55:04.19 | トム・デュムラン オランダ (NED)               | 56:05.58 | ローハン・デニス オーストラリア (AUS)           | 56:08.09 |
| 女子 ロードレース     | アンナ・キーゼンホファー オーストリア (AUT)   | 3:52:45  | アネミック・ファン・フルーテン オランダ (NED) | 3:54:00  | エリーザ・ロンゴ・ボルギーニ イタリア (ITA)     | 3:54:14  |
| 女子 タイムトライアル | アネミック・ファン・フルーテン オランダ (NED) | 30:13.49 | マルレン・ロイサー スイス (SUI)               | 31:09.96 | アンナ・ファン・デル・ブレーヘン オランダ (NED) | 31:15.12 |

### BMX フリースタイル
| 種目 | 金                                        | 金    | 銀                                    | 銀    | 銅                                  | 銅    |
| ---- | ----------------------------------------- | ----- | ------------------------------------- | ----- | ----------------------------------- | ----- |
| 男子 | ローガン・マーティン オーストラリア (AUS) | 93.30 | ダニエル・デルス ベネズエラ (VEN)     | 92.05 | デクラン・ブルックス イギリス (GBR) | 90.80 |
| 女子 | シャーロット・ワーシントン イギリス (GBR) | 97.50 | ハンナ・ロバーツ アメリカ合衆国 (USA) | 96.10 | ニキータ・デュカロズ スイス (SUI)   | 89.20 |

### BMX レーシング
| 種目 | 金                                    | 金     | 銀                                | 銀     | 銅                                                        | 銅     |
| ---- | ------------------------------------- | ------ | --------------------------------- | ------ | --------------------------------------------------------- | ------ |
| 男子 | ニック・キンマン オランダ (NED)       | 39.053 | カイ・ホワイト イギリス (GBR)     | 39.167 | カルロス・アルベルト・ラミレス・ジェペス コロンビア (COL) | 40.572 |
| 女子 | ベサニー・シュリーバー イギリス (GBR) | 44.358 | マリアナ・パホン コロンビア (COL) | 44.448 | メレル・スムルデルス オランダ (NED)                       | 44.721 |

## 国・地域別のメダル獲得数
| 順   | 国・地域               | 金 | 銀 | 銅 | 計 |
| ---- | ---------------------- | -- | -- | -- | -- |
| 1    | イギリス (GBR)         | 6  | 4  | 2  | 12 |
| 2    | オランダ (NED)         | 5  | 3  | 4  | 12 |
| 3    | スイス (SUI)           | 1  | 3  | 2  | 6  |
| 4    | デンマーク (DEN)       | 1  | 2  | 0  | 3  |
| 5    | アメリカ合衆国 (USA)   | 1  | 1  | 1  | 3  |
| 6    | ドイツ (GER)           | 1  | 1  | 0  | 2  |
| 7    | オーストラリア (AUS)   | 1  | 0  | 2  | 3  |
| 7    | イタリア (ITA)         | 1  | 0  | 2  | 3  |
| 9    | カナダ (CAN)           | 1  | 0  | 1  | 2  |
| 9    | スロベニア (SLO)       | 1  | 0  | 1  | 2  |
| 11   | オーストリア (AUT)     | 1  | 0  | 0  | 1  |
| 11   | 中国 (CHN)             | 1  | 0  | 0  | 1  |
| 11   | エクアドル (ECU)       | 1  | 0  | 0  | 1  |
| 14   | ニュージーランド (NZL) | 0  | 2  | 0  | 2  |
| 15   | コロンビア (COL)       | 0  | 1  | 1  | 2  |
| 16   | ベルギー (BEL)         | 0  | 1  | 0  | 1  |
| 16   | 日本 (JPN)（開催国）   | 0  | 1  | 0  | 1  |
| 16   | マレーシア (MAS)       | 0  | 1  | 0  | 1  |
| 16   | ウクライナ (UKR)       | 0  | 1  | 0  | 1  |
| 16   | ベネズエラ (VEN)       | 0  | 1  | 0  | 1  |
| 21   | フランス (FRA)         | 0  | 0  | 2  | 2  |
| 21   | ROC (ROC)              | 0  | 0  | 2  | 2  |
| 23   | スペイン (ESP)         | 0  | 0  | 1  | 1  |
| 23   | 香港 (HKG)             | 0  | 0  | 1  | 1  |
| 合計 | 合計                   | 22 | 22 | 22 | 66 |